# Monsieur Mangetout
Pour les articles homonymes, voir Mangetout.
Monsieur Mangetout, 
de son vrai nom Michel Lotito, né le 16 juin 1950 à Villard-Bonnot (Isère) et mort le 17 avril 2006 à Grenoble, est un artiste de cabaret français. Il était renommé pour sa capacité à manger les choses les plus indigestes comme le métal, le verre, le caoutchouc, etc.

## Biographie

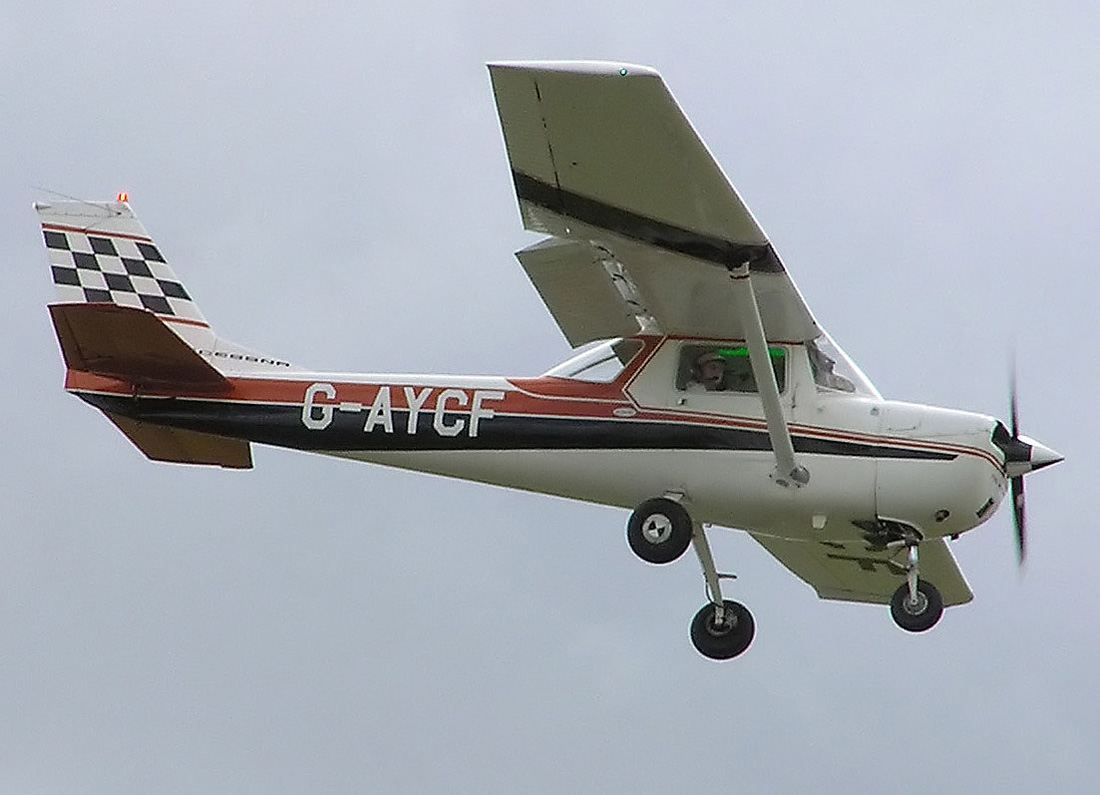
Un Cessna 150, l'un des mets de M. Mangetout.

D'après le livre Guinness des records, Monsieur Mangetout a commencé cette activité en 1959. Il a par exemple consommé du métal, du verre, du caoutchouc d'abord en petite quantité.
Monsieur Mangetout souffrait d'un trouble alimentaire connu sous le nom de pica, qui est un trouble psychologique qui se caractérise par un appétit pour des substances non-nutritives. Les médecins ont déterminé que Lotito avait aussi un épais revêtement dans son estomac et ses intestins, ce qui lui permettait de consommer des objets métalliques pointus sans se blesser. Il disposait également d'un suc gastrique inhabituellement puissant, ce qui signifie qu'il pouvait digérer des aliments inhabituels. Cependant, il disait que cela l’empêchait de consommer des aliments doux, comme des bananes ou des œufs durs, car cela le rendait malade. 
Puis il s'est attaqué à de plus gros objets. Entre autres il a mangé des bicyclettes, des téléviseurs et même un avion de type Cessna 150. Les objets étaient d'abord démontés et coupés en morceaux avant d'être ingurgités. Manger l'avion lui prit environ deux ans (de 1978 à 1980). Il a commencé à manger ces nourritures peu communes alors qu'il était enfant et s'est produit publiquement à partir de 1966.
Depuis 1966, il a avalé, outre l'avion, 18 bicyclettes, 15 caddies de supermarché, sept téléviseurs, six chandeliers, deux lits, une paire de skis, un ordinateur ainsi que 500 mètres de chaîne. En date d'octobre 1997, il aurait ainsi ingéré près de 9 tonnes de métal.
Michel Lotito souffrait rarement de maladies venant de son régime,, même après la consommation de matières réputées d'habitude comme toxiques. Quand il travaillait, il consommait environ un kilogramme de matière chaque jour, après que de la paraffine lui avait été servie comme apéritif, et en buvant des quantités d'eau énormes pendant son « repas ».
Il est mort à 55 ans et est enterré au cimetière de Grenoble.

### Liste des objets consommés[2]
- 45 charnières de porte ;
- 18 bicyclettes ;
- 15 caddies ;
- sept téléviseurs ;
- six chandeliers ;
- deux lits ;
- une paire de skis ;
- un ordinateur ;
- un avion de type Cessna 150 ;
- un lit à eau ;
- 500 mètres de chaîne ;
- un cercueil (avec poignées) ;
- une plaque de récompense Guinness ;
- assortiment de rasoirs et de boulons.